# Tiberius Sempronius Gracchus (tribunus plebis in 133 v.Chr.)
Tiberius Sempronius Gracchus (volledige naam: Tiberius Sempronius Tiberii filius Publii nepos Gracchus; ca. 163/162 v.Chr. - Rome, 133 v.Chr.) was een Romeins politicus. Hij werd vooral bekend als tribunus plebis, die omwille van het doordrukken van zijn lex agraria ter herverdeling van de ager publicus onder de armere Romeinen samen met een deel van zijn aanhangers door zijn senatoriale tegenstanders werd vermoord.

## Leven

### Jeugd en opvoeding

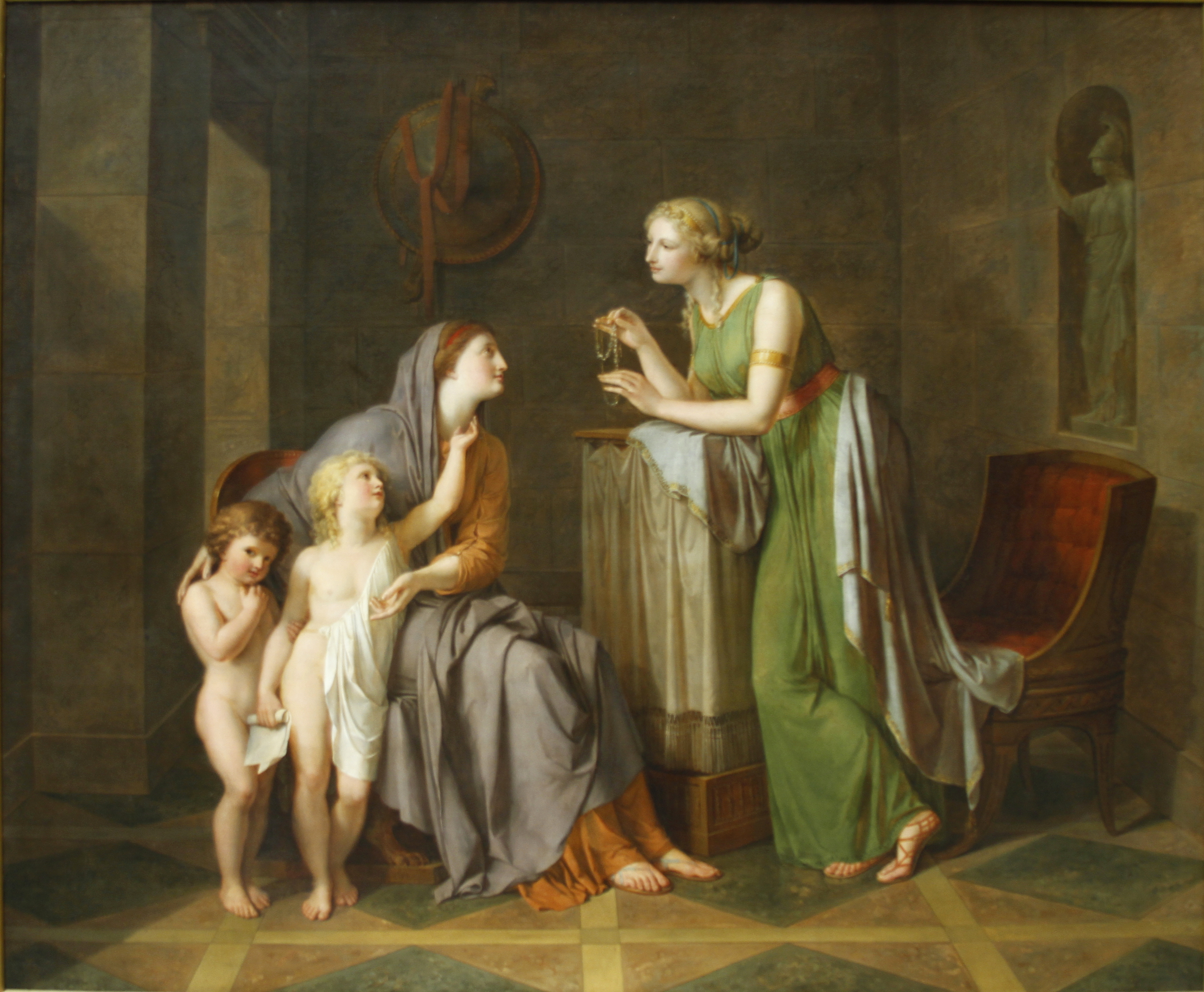
Cornelia, moeder van de Gracchi door Philipp Friedrich von Hetsch (1794, doek, 112 × 136 cm. Staatsgalerie Stuttgart). Cornelia zegt tegen de met haar juwelen pronkende vrouw dat zij haar kinderen als haar ware schatten beschouwde.

Tiberius was de oudste zoon van Tiberius Sempronius Gracchus, die tweemaal consul was, en Cornelia Africana, dochter van Publius Cornelius Scipio Africanus maior. Hij werd door zijn moeder - die al jong weduwe werd - samen met zijn broer en zus voortreffelijk opgevoed. Tiberius kwam door zijn Griekse leraren, waaronder de redenaar Diophanes van Mytilene en de stoïcijn Gaius Blossius van Cumae, niet alleen met retoriek en filosofie in aanraking, maar ook met Griekse denkbeelden.
Hij werd reeds als jongeling - mogelijk slechts tien jaar oud - reeds als augur aangesteld. Tijdens een banket van de augures werd hem door Appius Claudius Pulcher, de consul van 143 v.Chr. en princeps senatus, diens dochters hand aangeboden, hetgeen Tiberius maar al te graag aanvaardde (dit huwelijk zou hem namelijk een belangrijke politieke bondgenoot opleveren).

### Eerste stappen in de politiek
Hij diende in 146 v.Chr. als officier onder het bevel van zijn zwager Scipio - echtgenoot van zijn zus Sempronia - tegen Carthago in de Derde Punische Oorlog. Hij zou zich hierbij door zijn dapperheid in de strijd doen opmerken: zo beklom hij als eerste samen met Fannius de muren van Carthago.
In 137 v.Chr. diende hij vervolgens als quaestor onder consul Gaius Hostilius Mancinus in Hispania. Hij sloot met Numantia (dat expliciet naar hem als onderhandelaar vroeg), in naam van de consul, een verdrag waarin hij enigszins toegaf aan de Numantijnse eisen om twintigduizend Romeinse burgerlevens te redden, dat bij zijn terugkeer echter door zijn tegenstanders in de senaat als schandelijk werd afgedaan. Er werd voorgesteld om al de betrokken bij dit verdrag aan de Numantijnen uit te leveren en het verdrag niet te erkennen, maar door het ingrijpen van het volk en Tiberius' zwager, Scipio, werd Tiberius en de officieren niet uitgeleverd en enkel Gaius Hostilius Mancinus naakt en gebonden uitgeleverd.

### Tribunus plebis(133 v.Chr.)
Hij werd in 133 v.Chr. tribunus plebis, nadat hij had gezien dat een groot deel van de ager publicus ("publieke akker") onbewerkt bleef en hoe de toestand van de arme boeren in Etrurië was. Mettertijd had hij immers de verpaupering van de door het grootgrondbezit opgeslokte boeren (hoofdzakelijk in Etrurië) leren kennen, en ook de daarmee samenhangende sterk verminderde weerbaarheid van de Romeinse legers, waarvan de boeren de ruggengraat vormden. Hij had het plan opgevat een lex agraria ("akkerwet") voor te stellen om over te gaan tot een verdeling van deze gronden onder de arme boeren. Ook het Romeinse proletariaat had onder deze crisis te lijden.

Cippi of termini Gracchani, d.i. door de commissie opgestelde grensstenen.
Landverdelingen door de commissie goed gedocumenteerd
Landverdelingen door de commissie zeer waarschijnlijk.

Om aan deze wantoestanden een einde te maken, stelde hij als tribunus plebis in 133 v.Chr., met steun van een deel van de senatoren – zo werd een van de twee consuls van het jaar, Publius Mucius Scaevola, ervan verdacht Tiberius' plannen te steunen – een akkerwet voor (lex Sempronia agraria), ingekleed als ratificering van een oude Licinisch-Sextische wet uit 367 v.Chr., die dode letter was gebleven en waarin werd bepaald dat niemand meer dan 500 iugera (= 125 ha) van de ager publicus mocht bezitten (of op zijn hoogst 1000 iugera, want men mocht voor de twee oudste zonen nog 250 iugera extra rekenen). Hetgeen iemand daarboven bezat, zou tegen een schadevergoeding onteigend en in percelen van 30 iugera (ca. 8 ha) als onvervreemdbaar bezit tegen een symbolische pacht aan behoeftige burgers worden afgestaan. De afgestane landerijen moesten dus onder de armen worden verdeeld, wel als vast bezit, maar tegen een opbrengst aan de staat, terwijl aan driemannen (triumviri of tresviri agris dandis adsignandis iudicandis) jaarlijks het nodige onderzoek werd opgedragen "opdat de driemannen zouden oordelen, wat publieke akker, wat private weze" (ut triumviri iudicarent, qua publicus ager, qua privatus esset). Zoals dat bij tribunus plebis de gewoonte was, had Tiberius de senaat niet vooraf om advies gevraagd.
Hoewel deze wet geenszins een aantasting van de ager privatus (private akker) inhield, maar alleen sloeg op de ager publicus (bijvoorbeeld door oorlog veroverd), wekte zij toch grote wrevel op bij de grootgrondbezitters. Daarom blokkeerde zijn collega, Marcus Octavius, - ondanks hun vriendschap - op aandringen van betrokken grondbezitters (waartoe Octavius trouwens zelfs behoorde), toen Tiberius zijn lex agraria ter stemming wou brengen, dit voorstel door middel van intercessio (veto). Nadat Gracchus er niet in was geslaagd om Octavius ertoe te bewegen zijn verzet tegen de wet op te geven, liet hij hem door het concilium plebis of de comitia tributa (volksvergadering) afzetten, omdat hij tegen de belangen van het Romeinse volk zou hebben gehandeld. Hij wist het volk ervan te overtuigen dat Octavius' vetorecht, dat diende ten behoeve van het gewone volk, ten behoeve van grootgrondbezitters had misbruikt, hoewel hij zich hiermee tegen zijn eigen collega keerde. Toen Tiberius een van zijn vrijgelaten beval om Marcus van de rostra te slepen, kwam het tot een handgemeen tussen de rijke en arme Romeinen. Hierna kon de akkerwet alsnog worden aangenomen. Tiberius stelde vervolgens een clientes van hem ter vervanging van Marcus Octavius aan als tribunus plebis.
Een commissie van triumviri of tresviri agris dandis adsignandis iudicandis, die bestond uit Tiberius, zijn schoonvader Appius Claudius Pulcher en zijn broer Gaius, werd belast met de uitvoering van de door deze wet voorgestelde akkerverdelingen. We weten ten dele om welke gebieden het juist gaat omwille van het terugvinden van de zogenaamde cippi of termini Gracchani: grensstenen met inscripties die verwijzen naar de tresviri die instonden voor de landverdeling. Tiberius (of deze commissie) stelde voor een deel van het legaat van koning Attalus III van Pergamon (133 v.Chr.) voor de financiering van het project te gebruiken, hetgeen door de senaat werd opgevat als aantasting van het hem toekomende recht de financiën te beheren.
De grootgrondbezitters, in het bijzonder Publius Cornelius Scipio Nasica Corculum, begonnen zich hierop nu in de senaat openlijk tegen Tiberius' plannen te verzetten, door hem zaken als een tent te weigeren. Het verdacht overlijden van een vriend van Tiberius deed de spanningen nog verder toenemen. Bovendien speelde Tiberius dit uit door zelf in rouwgewaad voor het volk te verschijnen en zijn vrouw en kinderen aan de zorg van het volk toe te vertrouwen, alsof hij verwachtte dat hij als volgende zou komen te sterven.

### Herverkiezing tottribunus plebisen moord
Tegen alle gewoonten in stelde Tiberius zich opnieuw verkiesbaar als tribunus plebis voor het volgende jaar, wat niet bij wet was voorzien. Publius Mucius Scaevola verzette zich tegen een gewelddadige reactie teneinde de herverkiezing van Tiberius Gracchus te voorkomen. Ook oud-consul Quintus Pompeius (consul in 141 v.Chr.) verzette zich tegen deze herverkiezing.
Op de dag van de verkiezing daagde echter weinig volk op, waarop de verkiezing naar de volgende dag werd verschoven. Zijn tegenstanders (waaronder de politieke factie van de optimates) lieten aan de in de buurt vergaderende senaat (volgens Appianus in de tempel van Fides) het bericht overbrengen dat Tiberius het koningschap zou nastreven. Daarop trok de in woede ontstoken Pontifex maximus en oud-consul Scipio Nasica, nota bene familie van Tiberius, met een straatbende van gewapende slaven en clientes in zijn gevolg, naar het Capitool, waar Tiberius en zijn aanhangers waren verzameld en doodde eigenhandig Tiberius Gracchus voor de poorten van de Capitolijnse tempels en Tiberius sneuvelde samen met een driehonderdtal van zijn aanhangers. Nog diezelfde nacht zou men Tiberius' lijk in de Tiber gooien. Publius Mucius Scaevola, die zich nog had verzet tegen een gewelddadig optreden tegen Tiberius, schaarde zich na de moord op Gracchus echter aan de kant van de optimates en nam zelfs de verdediging van diens moordenaars op zich.

## Nawerking
De Senaat trachtte de plebejers tevreden te stellen door de uitvoering van de wetten en Publius Licinius Crassus Dives Mucianus, de schoonvader van Gaius Sempronius Gracchus, werd nu tot nieuwe triumvir agris dandis adsignandis iudicandis gekozen om de plaats van Tiberius in te nemen. Inderdaad wijst de inschrijving van nieuwe burgers in de jaren daarna op vele toewijzingen van land. Niettemin ondervond de agrarische commissie veel weerstand.
Tien jaar later zou Tiberius' broer Gaius echter zijn politiek voortzetten. Maar ook aan diens leven kwam op gewelddadige wijze een einde.

## Receptie

### Oudheid
Romeinse en Griekse auteurs hadden reeds verschillende visies op de akkerwetten van de Gracchi. Terwijl Cicero meende dat Tiberius het volk en de senaat tegen elkaar opzetten en hierdoor een einde maakte aan de eenheid van de standen, spreekt onder andere Appianus van een tegenstelling tussen arm en rijk. Plutarchus benadrukt de gematigdheid van Tiberius zijn wetsvoorstel, terwijl Cicero juist Scipio Nasica voor het doden van Tiberius prees en Valerius Maximus het niet meer dan juist vond dat de Gracchi een begrafenis werd onthouden.

### Nieuwe tijd

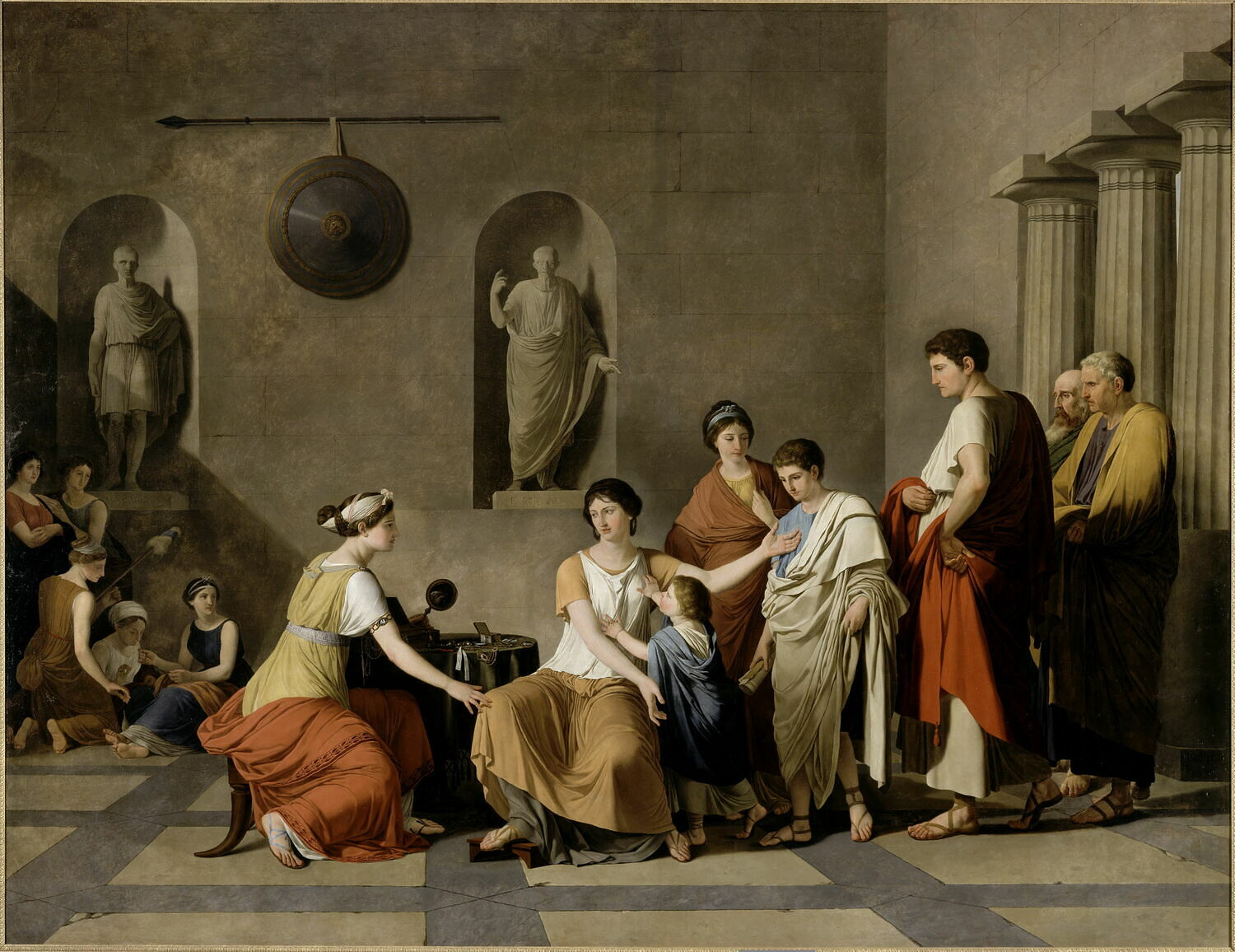
Cornelia door Joseph-Benoît Suvée (Louvre, inv. 8075).

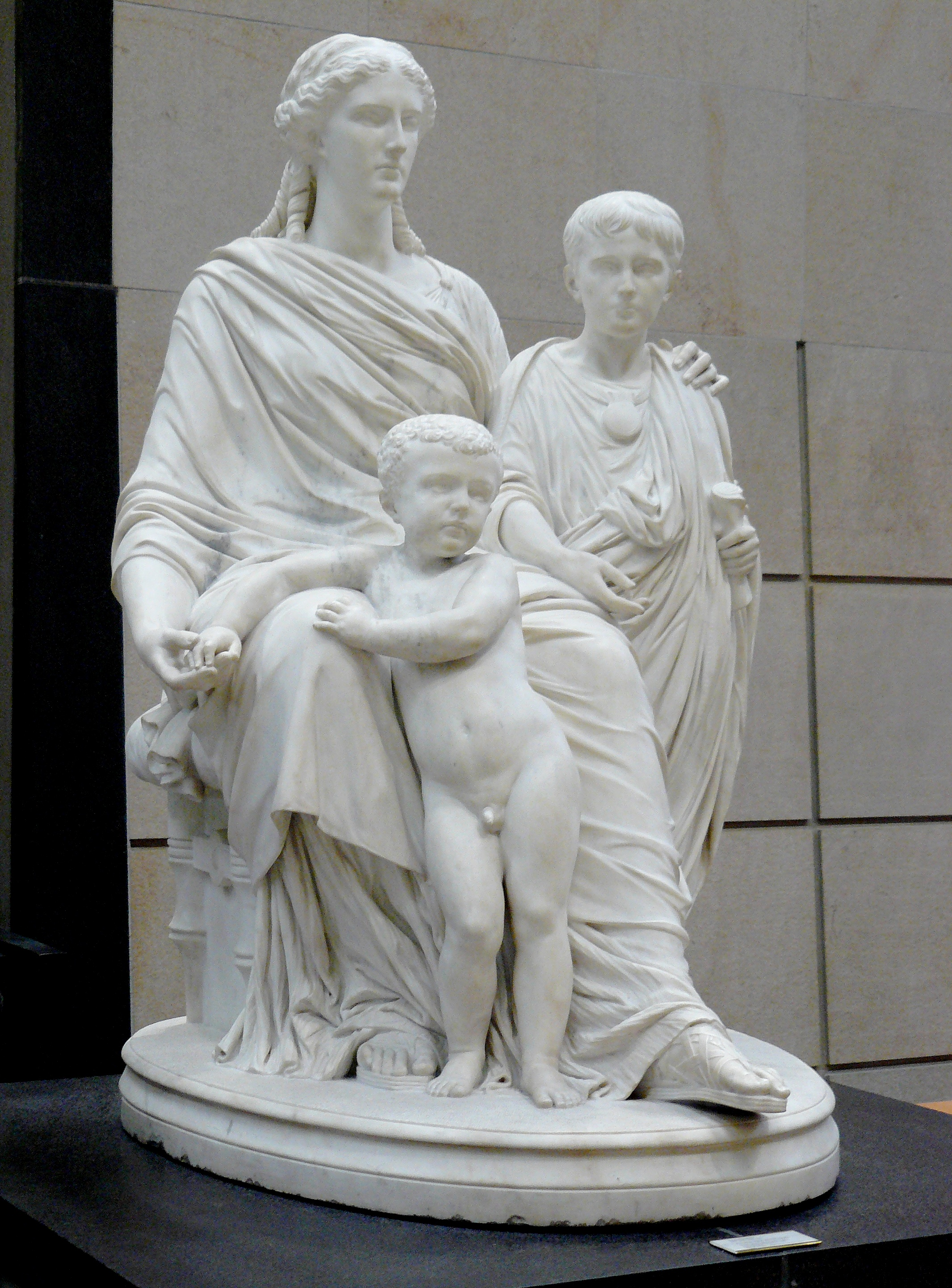
Cornélie, mère des Gracques (1861) door Jules Cavelier (Musée d'Orsay).

De Franse revolutionair François Noël Babeuf (1760-1797) zou geïnspireerd door de Gracchi de naam Gracchus Babeuf aannemen en zijn ideeën verspreiden in zijn krant Le tribun du peuple. Ook het 19e-eeuwse Britse Chartisme zag de Gracchi als inspirerende voorbeelden. De Schotse filosoof-historicus Adam Ferguson was in 1783 minder positief over Tiberius' rol:
"The policy of Tiberius Gracchus on the other hand, the laws he had obtained, his own re-election to secure the execution, and the sequel of his plan, seemed to threaten the republic with distraction and anarchy, likely to end in his own usurpation, or in that of some more artful demagogue. ... In these extremities, the violent resolution that was taken by the senate appears to have been necessary; and probably tor the present saved the republic; preserved it indeed, not in a sound, but in a sickly state, and in a fever, which, with some intermissions, at every return of similar disorders, threatened it with the dissolution and ruin of its whole constitution."
De socioloog Max Weber schreef in zijn werk Agrarverhältnisse im Altertum (1909) hierover:
"Der entscheidende Kampf der freien Arbeit und Siedelung gegen die unfreie war die gracchische Bewegung, welche auf die alte Forderung der Aufteilung des ager publicus zurückgriff. Die Gracchen persönlich, zum mindesten Tiberius, waren in erster Linie politische Reformer, ihr Ziel: die Herstellung der alten Grundlagen der Heeresverfassung." ("De beslissende strijd van de vrije arbeid en vestiging tegenover de onvrije was de Gracchische beweging, welke naar de oude opvordering van de opdeling van de ager publicus teruggreep. De Grachhen, ten minste Tiberius, waren persoonlijk in de eerste plaats politieke hervormers, hun doel: het herstel van de oude grondslagen van de legerindeling.")
Het leven van Tiberius vormde de basis voor verscheidene drama's: Gustav Moritz Heydrich (Tiberius Gracchus, 1851), Otto Devrient (Tiberius Gracchus. Geschichtliches Trauerspiel in 5 Aufzügen, 1871), Paul Barth (Tiberius Gracchus, 1893) en Oskar Hornig (Tiberius Gracchus, 1929). De opera Tito Sempronio Gracco (1702) van Alessandro Scarlatti was niet langer politiek beladen.
De 19e-eeuwse oudhistoricus Theodor Mommsen zou in zijn monumentale werk, Römische Geschichte (1854-1885, dat hem in 1902 een Nobelprijs voor Literatuur opleverde) de term "Revolution" gebruiken voor het jaar 133 v.Chr. In het recentere historische onderzoek is deze term echter in vraag gesteld, daar dit een anachronistisch term is.
Op 17 juli 1918 werd op een door Vladimir Lenin voorgezeten vergadering van de Sovnarkom besloten om vijftig monumenten op te richten voor helden-rebellen uit het verleden, waarbij Spartacus als eerste uit de bus kwam, gevolgd door Tiberius Gracchus en Brutus.
Georg Schreiber schreef een op de antieke bronnen gebaseerde roman, getiteld Der Weg des Bruders (1954), waarin vooral de nadruk ligt op Gaius en diens treuren om zijn broers dood.

## Antieke bronnen
- Anonymus (pseudo-Aurelius Victor), De viris illustribus urbis Romae 64. (Franse vertaling)
- Appianus, Bellum Civile I 7-12. (Engelse vertaling)
- Asconius Pedianus, 72 C. (Latijnse editie)
- Cassius Dio, fr. 83 (Engelse vertaling), XLVI 49.2. (Engelse vertaling)
- Diodoros van Sicilië, Bibliotheca historica XXXIV-XXXV 6.2(?)-7.1, 25.2. (Engelse vertaling)
- Florus, Epitome II 2.5. (Engelse vertaling)
- Titus Livius, Periochae LVIII (= Ab Urbe condita). (Engelse vertaling)
- Orosius, Historiae adversum paganos V 8.3. (Engelse vertaling)
- Plutarchus, Vita Tiberii Gracchi (Engelse vertaling), Vita Gaii Gracchi (Engelse vertaling).
- Marcus Tullius Cicero, Brutus 95 (Engelse vertaling), De Legibus III 24, De natura deorum I 106 (Nederlandse vertaling), In Catilinam I 3 (Nederlandse vertaling), Pro domo sua 91, Pro Milone 72 (Nederlandse vertaling), Pro Plancio 88 (Engelse vertaling), De oratore II 285 (Engelse vertaling), Tusculanae disputationes IV 51.
- Valerius Maximus, Facta et dicta memorabilia III 2 § 17.
- Velleius Paterculus, Historia Romana II 2.3. (Engelse vertaling)